# Dicastério para o Serviço do Desenvolvimento Humano Integral
O Dicastério para o Serviço do Desenvolvimento Humano Integral (em latim: Dicasterium ad Integram Humanam Progressionem fovendam) é um dicastério da Cúria romana instituído pelo Papa Francisco.

## Instituição
O dicastério foi criado pelo Papa Francisco com a carta apostólica de 17 de agosto de 2016, na forma de Motu proprio, Humanam progressionem. Ele é "particularmente competente em questões relacionadas à migração, aos necessitados, aos doentes e excluídos, aos marginalizados e às vítimas de conflitos armados e desastres naturais, prisioneiros, desempregados e vítimas de qualquer forma de escravidão e tortura".
No novo dicastério agrupou as competências e funções do Pontifício Conselho Justiça e Paz, do Pontifício Conselho Cor Unum, do Pontifício Conselho para a Pastoral dos Migrantes e Itinerantes e do Pontifício Conselho para a Pastoral no Campo da Saúde, que foram abolidas formalmente a partir de 1 de janeiro de 2017.

### Subsecretaria para Migrantes e Refugiados
O Dicastério para o Serviço Integral de Desenvolvimento Humano inclui uma seção especial de migrantes e refugiados (M&R). Preocupado com as dolorosas condições enfrentadas por milhões de migrantes, refugiados, deslocados e vítimas de tráfico, em 5 de novembro de 2016, o Papa Francisco explicou a alguns milhares de representantes de movimentos populares reunidos no salão Paulo VI que "No Dicastério o cardeal Turkson é responsável por haver uma seção que lida com essas situações. Eu decidi que, pelo menos por um certo tempo, essa seção depende diretamente do pontífice, porque é uma situação terrível, que só posso descrever com uma palavra que eu espontaneamente, saiu em Lampedusa: vergonha." Em 14 de dezembro de 2016, o próprio Papa nomeou Michael Czerny S.J., um jesuíta canadense, e Fabio Baggio C.S., um scalabriniano italiano, subsecretários do Dicastério com o papel de "lidar especialmente com o cuidado pastoral de migrantes e refugiados".
A principal missão da seção de M&R é apoiar a Igreja - em nível local, regional e internacional - no acompanhamento das pessoas em todas as etapas do processo de migração, prestando atenção especial àqueles que, de maneiras diferentes, são forçados a se mudar ou fugir. Os destinatários da missão incluem requerentes de asilo, refugiados, pessoas deslocadas internamente e imigrantes internacionais e internos. A mesma seção está particularmente preocupada com os migrantes que experimentam dificuldades e sofrimentos nos países de origem, trânsito e destino, como, por exemplo, pessoas que fogem de conflitos, perseguições e emergências humanitárias (naturais e resultado do trabalho humano), vítimas de tráfico, migrantes em situação irregular, trabalhadores migrantes em situação de exploração e mulheres, adolescentes e crianças migrantes em situação de vulnerabilidade.

## Comissão Vaticana COVID-19
No dia 20 de março de 2020, o Santo Padre pediu ao Dicasterio para o Serviço do Desenvolvimento Humano Integral (DSDHI) formar a Comissão Vaticana COVID-19, para expressar a preocupação da Igreja perante a pandemia de COVID-19 e propor possíveis respostas aos desafios socioeconômicos que surgiriam desta crise.

## Prefeitos
|           | Nome                               | Período   | Notas            |
| Prefeitos | Prefeitos                          | Prefeitos | Prefeitos        |
| --------- | ---------------------------------- | --------- | ---------------- |
| 2º        | Michael Cardeal Czerny, S.J.       | 2022-     | Atual            |
| 1º        | Peter Kodwo Appiah Cardeal Turkson | 2016-2021 | Prefeito emérito |